# Добрень (Нямц)
Добрень, Добрені (рум. Dobreni) — село у повіті Нямц в Румунії. Входить до складу комуни Добрень.
Село розташоване на відстані 286 км на північ від Бухареста, 8 км на північний схід від П'ятра-Нямца, 90 км на захід від Ясс.

## Населення
За даними перепису населення 2002 року у селі проживали 1297 осіб, з них 1296 осіб (99,9%) румунів. Усі жителі села рідною мовою назвали румунську.